# Тукан лимонноволий
Тукан лимонноволий (Ramphastos citreolaemus) — вид дятлоподібних птахів родини туканових (Ramphastidae).

## Поширення
Вид поширений на півночі Колумбії та північному заході Венесуели.

## Опис
Птах завдовжки 48 см. Він має чорні верхні частини з жовтим крупом, а також горлом та грудьми блідо-лимонно-жовтого кольору. Дзьоб чорний, основа дзьоба помаранчево-жовто-блакитна, верхня частина світло-блакитна. Оголена ділянка навколо ока має яскраво-блакитний колір.

## Спосіб життя
Живе під пологом лісу. Гніздиться в дуплах або на гілках дерев. Харчується плодами, безхребетними, а також яйцями і пташенятами. Самиця відкладає від 3 до 4 білих яєць, які інкубує протягом 16 днів. Пташенята залишаються з батьками 45-50 днів.